# 1962 na ciência

## Eventos
- 4 de fevereiro - a Lua, o Sol e 5 planetas (Mercúrio, Vênus, Marte, Júpiter, e Saturno) estavam em conjunção.
- 20 de fevereiro - John Glenn torna-se o primeiro norte-americano a ir ao espaço, o segundo no mundo.

## Nascimentos
| Data           | Nome                             | Profissão         | Nacionalidade   | Observações | Ref   |
| -------------- | -------------------------------- | ----------------- | --------------- | --- | ----- |
| 26 de março    | Yuri Gidzenko                    | cosmonauta        | União Soviética | |       |
| 16 de maio     | Richard Taylor                   | matemático        | Reino Unido     | Prémio Whitehead 1990 Prémio Fermat 2001 Prémio Ostrowski 2001 Prémio Cole 2002 Prémio Shaw 2007 Breakthrough Prize in Mathematics 2014 | [ 1 ] |
| 18 de junho    | Lisa Randall                     | física            | Estados Unidos  | |       |
| 11 de agosto   | André Assis                      | físico            | Brasil          | |       |
| 24 de setembro | Helena Maria de Oliveira Freitas | bióloga e ecóloga | Portugal        | |       |
| ??             | Márnio Teixeira-Pinto            | antropólogo       | Brasil          | |       |
| ??             | Pierre Colmez                    | matemático        | França          | Prémio Fermat 2005 | [ 1 ] |

## Mortes
| Data            | Nome                  | Profissão                                  | Nacionalidade                         | Observações                                                                                        | Ref         |
| --------------- | --------------------- | ------------------------------------------ | ------------------------------------- | -------------------------------------------------------------------------------------------------- | ----------- |
| 30 de janeiro   | Manuel Dias de Abreu  | médico, cientista e inventor               | Brasil                                | n. 1894                                                                                            |             |
| 19 de fevereiro | Geórgios Papanicolau  | médico                                     | Grécia                                | n. 1883                                                                                            |             |
| 15 de março     | Arthur Holly Compton  | físico                                     | Estados Unidos                        | n. 1892 Nobel da Física 1927 Medalha Hughes 1940                                                   | [ 2 ]       |
| 24 de março     | Auguste Piccard       | físico e inventor                          | Suíça                                 | n. 1884                                                                                            |             |
| 4 de junho      | William Beebe         | naturalista e explorador                   | Estados Unidos                        | n. 1877                                                                                            |             |
| 8 de junho      | Eugène Freyssinet     | Engenheiro civil                           | Terceira República Francesa           | n. 1879 Medalha de Ouro do IStructE 1957                                                           | [ 3 ]       |
| 29 de junho     | Ronald Fisher         | estatístico, biólogo e geneticista         | Reino Unido da Grã-Bretanha e Irlanda | n. 1890 Medalha Copley 1955 Medalha Darwin-Wallace 1958 Medalha Guy de ouro 1946 Medalha Real 1938 | [ 4 ] [ 5 ] |
| 18 de novembro  | Niels Bohr            | físico                                     | Dinamarca                             | n. 1885 Nobel da Física 1922 Medalha Copley 1938 Medalha Hughes 1921 Medalha Max Planck 1930       | [ 4 ] [ 2 ] |
| 5 de dezembro   | Joseph Rock           | botânico, linguista, explorador e geógrafo | Áustria / Estados Unidos              | n. 1884                                                                                            |             |
| 20 de dezembro  | Emil Artin            | matemático                                 | Áustria-Hungria                       | n. 1898                                                                                            |             |
| 24 de dezembro  | Wilhelm Ackermann     | matemático                                 | Alemanha                              | n. 1896                                                                                            |             |
| 31 de dezembro  | Charles Galton Darwin | físico                                     | Reino Unido                           | n. 1887                                                                                            |             |

## Prémios

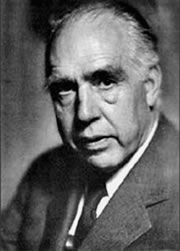
Niels Bohr
(1885 - 1962)

### Medalha Bruce
- Grote Reber[6]

### Medalha Copley
- Cyril Norman Hinshelwood[4]

### Medalha Davy
- Harry Julius Emeleus[7]

### Medalha Real(Neurofisiologia)
- John Eccles[5]

### Medalha Real(Astrofísica)
- Subrahmanyan Chandrasekhar[5]

### Medalha Rumford
- Dudley Maurice Newitt[8]

### Prémio Nobel
- Física - Lev Landau
- Química - John Kendrew, Max Perutz
- Medicina - Francis Crick, James Watson, Maurice Wilkins